# Straßenbahn Inowrocław
Die Straßenbahn Inowrocław bediente fünfzig Jahre lang den Stadtverkehr in der Stadt Inowrocław (deutsch Hohensalza).

## Entstehung
Die Stadt liegt in der Woiwodschaft Kujawien-Pommern etwa 40 Kilometer südöstlich der Bezirkshauptstadt Bydgoszcz (Bromberg) und etwa 200 Kilometer westlich der polnischen Hauptstadt Warschau.
Inowrocław war zu Beginn des 20. Jahrhunderts eine Kreisstadt mit 25.600 Einwohnern in der preußischen Provinz Posen. Neben dem Handel und der Industrie sind ein Steinsalz- und ein Schwefelkiesbergwerk hervorzuheben sowie ein Solbad, das die vorhandenen Mineralquellen nutzte. Im Bahnhof zweigte von der Hauptbahn Posen–Gnesen–Thorn eine Strecke nach Bromberg ab. Zudem begannen in Hohensalza Nebenbahnen nach Rogasen und Kreuz und Strelno und Mogilno.
Nach mehrjährigen Bemühungen der Stadträte Paul Baumgarten und Gustav Treiniesow wurde im Mai 1912 die Städtische Straßenbahn Hohensalza als Eigenbetrieb gegründet. Nahe bei dem 1908/09 erbauten Elektrizitätswerk im Kruschlewitzer Weg wurde das kleine Straßenbahndepot mit drei Gleisen errichtet. Zunächst eröffnete man eine 1,8 Kilometer lange eingleisige Teilstrecke in Meterspur, die am Bahnhof in der Bahnhofstraße begann und zum Marktplatz führte. Später wurde sie bis zur Posener Straße (Kreuzung mit der Szymborzer Straße) verlängert. Erbauer war die Berliner Allgemeine Elektrizitäts-Gesellschaft.
Die ersten Probefahrten fanden am 28. Oktober 1912 statt; der öffentliche Verkehr begann am 10. November 1912. Die Tram war bei den Einwohnern und Besuchern der Stadt (meist Kurgästen) sehr beliebt und wurde gern benutzt. Die Stadt hatte nun einen eigenen Straßenbahnbetrieb wie Bromberg, Thorn, Graudenz, Posen und Lódź.

## Weitere Entwicklung
Die Straßenbahn verkehrte im 7,5-Minuten-Takt. Sie begann auf zwei Gleisen vor dem Bahnhof und fuhr über Bahnhofstraße–Friedrichstraße–Marktplatz–Kleine Friedrichstraße–Kastellanstraße bis zur Posener Straße. Am 10. August 1913 wurde die Linie bis Range? bei dem Salzwerk I in der Posener Straße verlängert. Damit war der 3,5 km lange Hauptteil der Strecke vollendet. Nach der amtlichen Statistik waren damals drei Triebwagen und sechs Beiwagen vorhanden.
Die Linie war nicht lange in Betrieb, weil sie unwirtschaftlich blieb. Außerdem drohte ein Bergsturz im Bereich des Salzbergwerks, wo am 27. November 1917 2000 Quadratmeter Fläche einbrachen. 1918 wurde ein Teil der Strecke stillgelegt, so dass die Tram nur bis zum Marktplatz fahren konnte.
Mit dem abgebauten Gleismaterial konnte eine neue Linie gebaut werden, die ab 1933 die Artilleriekaserne (drei Kilometer) erreichte. Sie blieb unverändert bis zum Beginn der 1960er Jahre in Betrieb, als der Abschnitt vom Marktplatz bis zum Plac Wojska Polskiego stillgelegt wurde. In den letzten beiden Betriebsjahren der Straßenbahn gab es nur noch eine Linie zwischen dem Bahnhof und dem Marktplatz.
1962 wurde die Einstellung der Straßenbahn angeordnet. Am 31. Dezember 1962, kurze Zeit nach dem fünfzigjährigen Jubiläum, verkehrte die letzte Tram in der Stadt. Die Fahrzeuge wurden nach Bydgoszcz gebracht, wo sie bis 1995 als Arbeitswagen eingesetzt wurden. Das Depot diente anschließend dem städtischen Fuhrpark, später den Stadtbussen als Werkstatt. Die meisten Gleise in der Stadt wurden 1963 entfernt. Manche Leitungsmasten überlebten bis in die 1970er Jahre. Auch Rosetten befinden sich noch an manchen Häusern an der ehemaligen Strecke.